# 文官令
文官令（ぶんかんれい）とは、文官の試験及び任免、給与、服務を定めた満州国の法令。
文官を「特任官（親任官）」「簡任官（勅任官）」「薦任官（奏任官）」「委任官（判任官）」の官等に分けた。「応能主義」を掲げ、原則として文官考試に合格した者が任用されたが、広く人材を求める意味から自由任用制も併用された。

## 構成
- 第1編 総則 
  - 第1章 官紀
  - 第2章 通則
- 第2編 各則 
  - 第1章 任用 
    - 第1節 通則
    - 第2節 行政官ノ任用
    - 第3節 司法官ノ任用
    - 第4節 技術官及教官ノ任用

  - 第2章 文官考試 
    - 第1節 通則
    - 第2節 高等官考試
    - 第3節 委任官考試

  - 第3章 官等
  - 第4章 給与
  - 第5章 服忌及賜暇
  - 第6章 分限
  - 第7章 懲戒
- 附則